# Флюс (пайка)

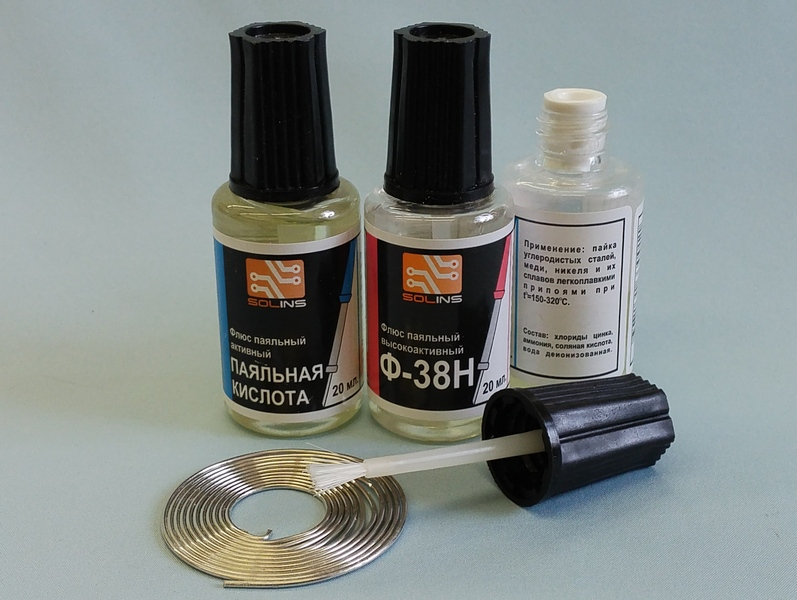
Разные паяльные флюсы и моток оловянного припоя

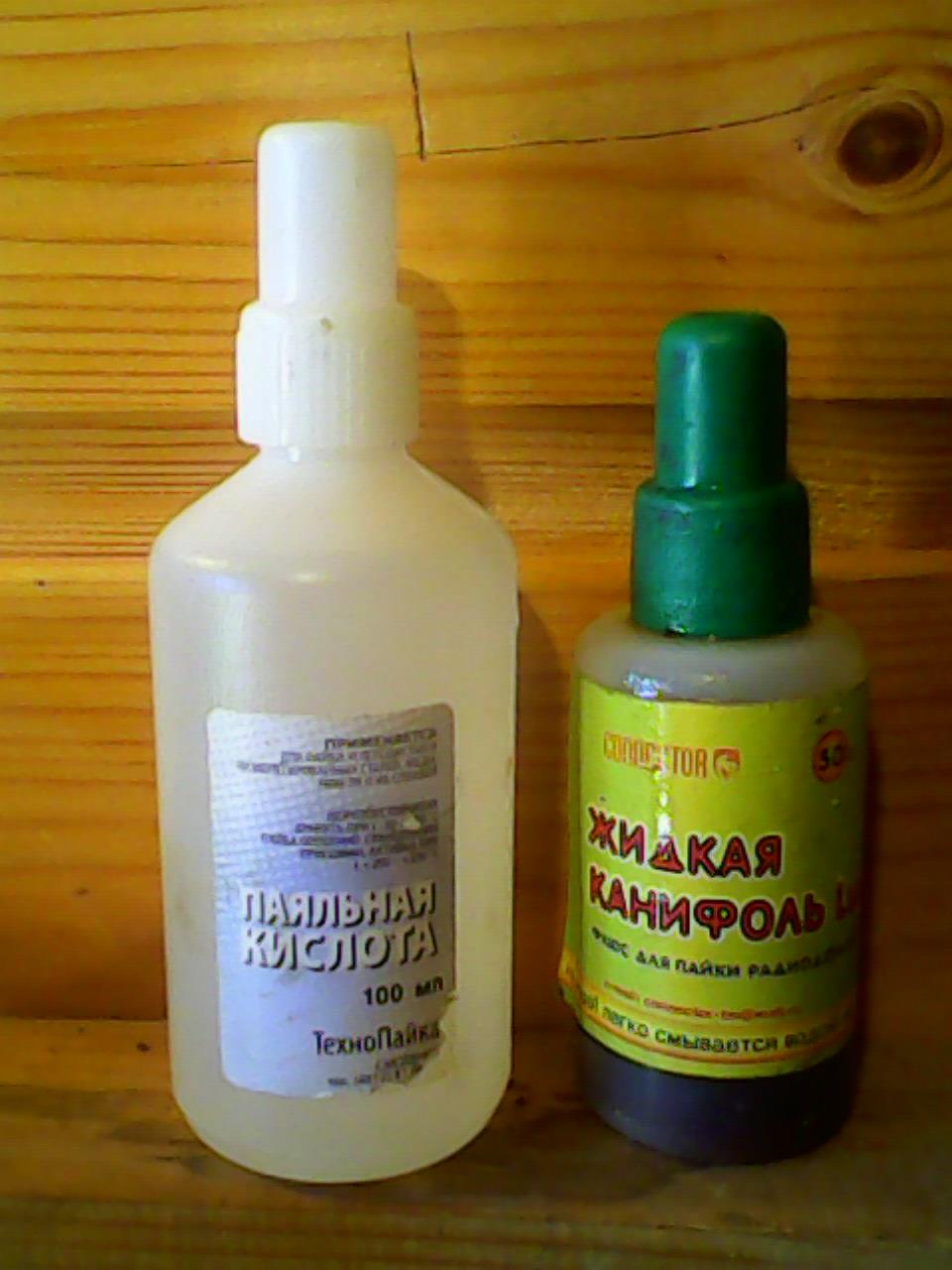
Паяльная кислота (водный раствор хлорида цинка) и жидкая канифоль

Флюс (лат. Fluxus — поток, течение) — вещества (чаще смесь) органического и неорганического происхождения, предназначенные для удаления оксидов с паяемых или свариваемых поверхностей, снижения поверхностного натяжения и улучшения растекания жидкого припоя и/или защиты от действия окружающей среды.

## Описание
Флюсы:
- способствуют лучшему смачиванию припаиваемых или свариваемых деталей;
- способствуют лучшему растеканию припоя по шву;
- предохраняют нагретый при пайке металл от окисления.

В зависимости от технологии, флюс может использоваться в виде жидкости, пасты или порошка. Существуют также паяльные пасты, содержащие частицы припоя вместе с флюсом; иногда трубка из припоя содержит внутри флюс-заполнитель. Остатки разных флюсов могут быть как диэлектриками, так и проводить электричество. В случае электросварки флюс обычно наносится на поверхность сварочного электрода в качестве покрытия. Иногда добавляется в зону сварки в виде порошка.

Примерами флюсов могут служить:
- канифоль — смесь смоляных кислот и их изомеров;
- нашатырь (хлорид аммония, NH4Cl);
- соли, например, бура (тетраборат натрия, Na2B4O7).
- ортофосфорная кислота — раствор кислоты в воде, от 85 % и менее с добавками присадок
- ацетилсалициловая кислота — применяется как активный кислотный флюс[2]
- паяльная кислота — водный раствор хлорида цинка, активный флюс

## Классификация
Согласно ГОСТ 19250-73 «Флюсы паяльные. Классификация», паяльные флюсы подразделяются по следующим признакам:
- по температурному интервалу активности:
  - низкотемпературные (до 450 °C);
  - высокотемпературные (свыше 450 °C);
- по природе растворителя:
  - водные;
  - неводные;
- по природе активатора определяющего действия:
  - низкотемпературные:
    - канифольные;
    - кислотные;
    - галогенидные;
    - гидразиновые;
    - фторборатные;
    - анилиновые;
    - стеариновые;

  - высокотемпературные:
    - галогенидные;
    - боридно-углекислые;
- по механизму действия:
  - защитные;
  - химического действия;
  - электрохимического действия;
  - реактивные;
- по агрегатному состоянию:
  - твёрдые;
  - жидкие;
  - пастообразные.

## Флюсы для пайки припоями типа ПОС

### Флюсы для пайки чёрных металлов
- Сильно-кислые флюсы («активные флюсы»)
  - Хлорид цинка
- Флюсы средней и малой активности
  - Хлорид аммония

### Флюсы для электротехники
Основные требования к таким флюсам — низкий ток утечки и низкая коррозионная активность.
Простейшие флюсы такого типа создают на основе канифоли — например, растворы канифоли в спирте — этаноле либо других спиртах или спирто-бензиновой смеси, они подходят только для меди. Также часто применяются кислотные флюсы — разнообразные кислоты и их соли, но в связи с большой кислотностью, необходимо промывать место пайки. Даже такой флюс, как глицерин, после пайки необходимо смыть с печатной платы, так как он достаточно гигроскопичный (влагоемкий), чтобы под действием собранной им влаги место пайки быстро окислилось. Исключением является канифоль и её спиртовые растворы из-за того, что она покрывая поверхность также срабатывает как своеобразное нейтральное защитное покрытие.

### Флюсы для алюминиевых сплавов
Хотя алюминиевые сплавы можно паять свинцово-оловянными припоями, лучшие результаты достигаются с многокомпонентными припоями, содержащими цинк, кадмий, висмут и другие металлы.
Применяется «бинарный» флюс: концентрированная ортофосфорная кислота (часто называемая просто фосфорной) — до побеления, затем 20%-я эвтектика (50 мол.%, а.и. 8:11,5) NaOH—KOH в глицерине.

### Флюсы для пайки нержавеющих сталей
- Ортофосфорная кислота

## Флюсы для высокотемпературной пайки
- борная кислота, бура, их смеси, иногда и борный ангидрид используются при пайке преимущественно железа и низкоуглеродистой стали медью, медно-цинковыми и серебряными припоями, а также меди, бронз, томпака, латуней с высокой температурой плавления — медно-цинковыми и серебряными припоями при температурах 800—1150ºC.